# Jóannes Patursson

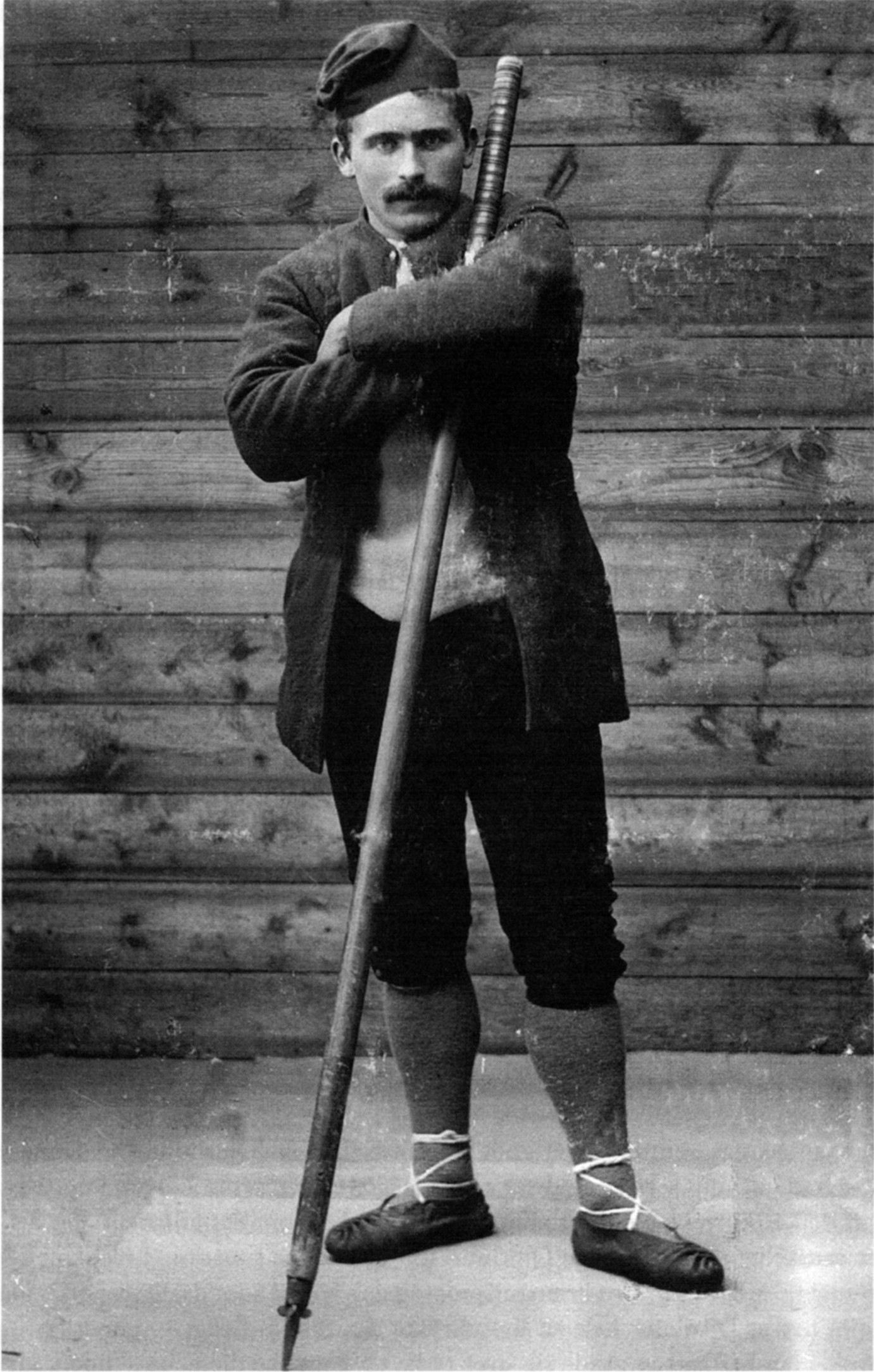
Jóannes Patursson

Jóannes Patursson (* 6. Mai 1866 auf dem Kirkjubøargarður in Kirkjubøur, Färöer; † 2. August 1946 ebenda) war ein färöischer Landwirt, Dichter, Schriftsteller und nationalistisch eingestellter Politiker. Er war erster Vorsitzender und Abgeordneter der beiden von ihm mitbegründeten färöischen Parteien Sjálvstýrisflokkurin und Fólkaflokkurin.
Jóannes Patursson war ein Urenkel des färöischen Nationalhelden Nólsoyar Páll. Sein Bruder Sverre Patursson war ein bedeutender Schriftsteller und seine Schwester Súsanna Helena Patursson die erste Frauenrechtlerin der Färöer.

## Historisches Umfeld

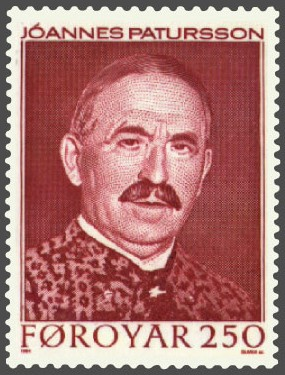
Jóannes Patursson auf einer Briefmarke von 1984

Jóannes wurde 1866 als ältester Sohn des Großbauern von Kirkjubøur geboren. Der Königsbauernhof von Kirkjubøur besteht seit dem 11. Jahrhundert, war bis zur Reformation 1536 der Bischofssitz der Färöer und wurde nach der Einziehung des gesamten Kirchenlandes durch Christian III. der größte königlich dänische Lehnshof der Färöer – bis heute. Jóannes Patursson sollte zu einem der einflussreichsten Färinger seiner Zeit werden.

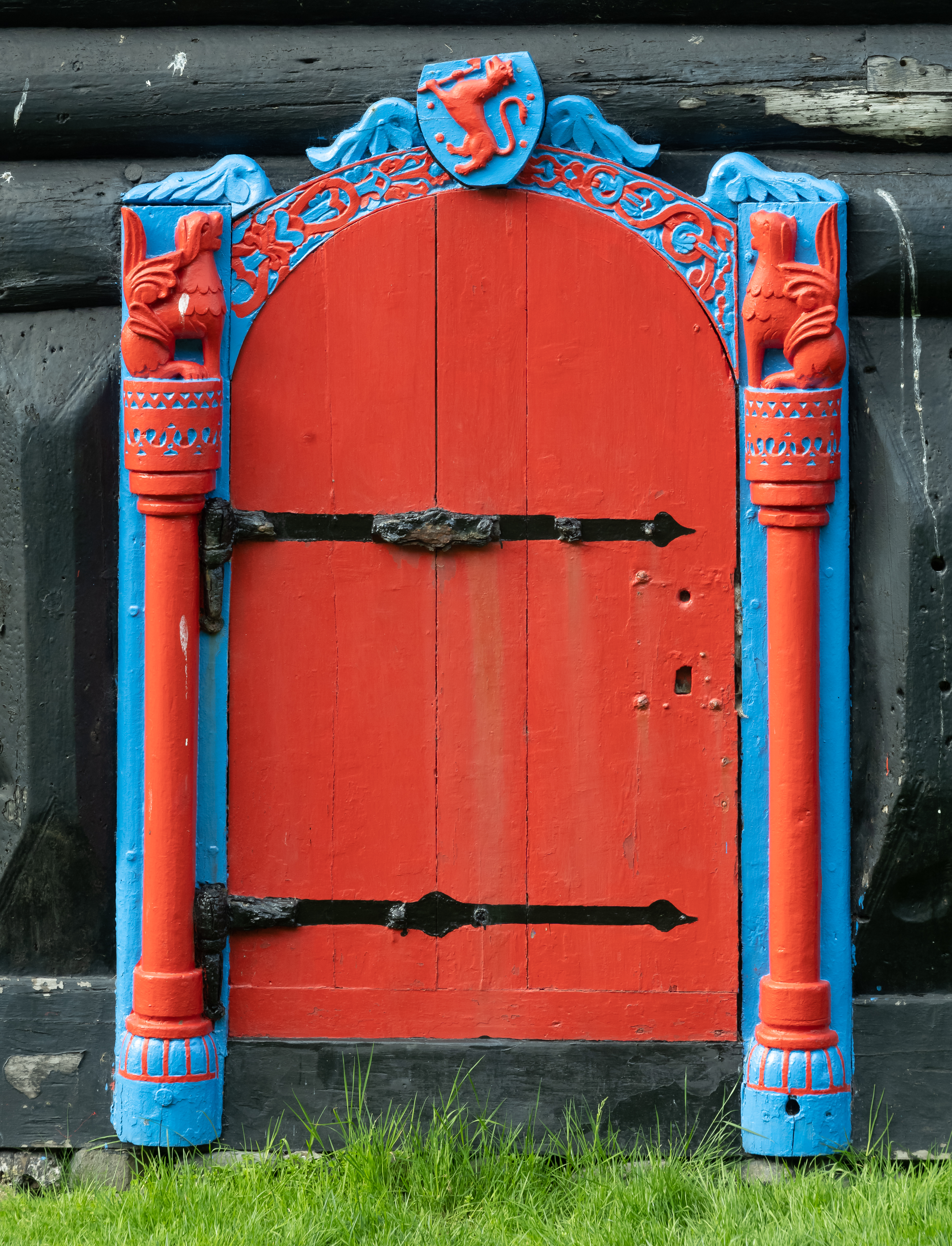
Jóannes Patursson, der Holzschnitzer: Diese Tür aus der Wikingerzeit wurde 1833 zerstört. Sie gehörte zum Interieur des Patursson-Hofs in Kirkjubøur. 1907 fertigte Jóannes Patursson diese originalgetreue Nachbildung an, die seitdem die Außenfassade des Hofs ziert.

Jóannes wuchs auf dem traditionsreichen Hof in einem Umfeld auf, in dem das färöische Brauchtum in besonderer Weise gepflegt wurde. Hier traf man sich seit Jahrhunderten zum Kvøldseta, dem abendlichen Beisammensein, erzählte sich alte Geschichten, sang färöische Balladen und pflegte den färöischen Kettentanz. Das alles in einer Zeit, als die färöische Schriftsprache aufgrund ebendieser mündlichen Traditionen gerade erst wiederentdeckt wurde, aber noch einen langen Weg vor sich haben sollte.

## Nationale Erweckung
Jóannes wurde zur landwirtschaftlichen Ausbildung nach Norwegen geschickt. Dort geriet er in Kontakt mit der norwegischen Nationalbewegung, die ebenso einen Kampf um ihre Sprache führte, die immer mehr vom Dänischen beeinflusst war, bis hin zu einer Assimilierung.
Zuhause in Tórshavn, der färöischen Hauptstadt in der Nähe des Patursson-Hofs, war Dänisch zu dieser Zeit die alles bestimmende Sprache. Dennoch war es eine Zeit des nationalen Aufbruchs. Bereits 1856 war der dänische Monopolhandel über die Färöer aufgehoben worden, und die Insulaner erlebten eine rasante wirtschaftliche und kulturelle Entwicklung von einer mittelalterlichen Agrargesellschaft zu einer modernen Fischereination.
1888 kam es dann zur „offiziellen“ Geburtsstunde der färöischen Nationalbewegung, zum legendären Weihnachtstreffen. Jóannes Patursson war dort einer der Hauptakteure. Er schrieb eigens hierfür die Schlachthymne Nú er tann stundin komin til handa (Nun ist die Stunde zum Handeln gekommen). Angeblich war der 22-jährige Patursson auf dem Weihnachtstreffen zu schüchtern, seine Hymne selber vorzutragen, sodass sein älterer Landsmann Rasmus Effersøe (1857–1916) diese Ehre hatte.
Nú er tann stundin komin til handa reicht in der poetischen Qualität zwar nicht an sein späteres Werk heran, aber es wurde Symbol für den Kampf um die färöische Sprache und Kultur, das später zum Beispiel seinem 15 Jahre jüngeren Landsmann Janus Djurhuus zu dessen „linguistischer Taufe“ verhelfen sollte.

## Politische Karriere
1901 wurde der 35-Jährige das erste Mal ins dänische Folketing gewählt. 1903 erschien sein Buch Færøsk politik (Färöische Politik), in dem er fünf Leitlinien für die Zukunft formuliert:
1. Das Løgting wird vom gesamten Volk gewählt und leitet sich selber durch einen Vorsitzenden und seinen Stellvertreter.
2. Der Reichsombudsmann nimmt an den Sitzungen des Løgtings teil, hat aber kein Stimmrecht.
3. Kein Gesetz tritt auf den Färöern in Kraft, bevor nicht das Løgting zugestimmt hat.
4. Das Løgting kann Gesetze vorschlagen, die der Vorsitzende direkt gutheißen kann.
5. Das Løgting erlangt unter der Aufsicht des Vorsitzenden Kontrolle über die färöischen Finanzangelegenheiten.

Seinerzeit waren diese Forderungen revolutionär, heute sind sie eine Selbstverständlichkeit in der färöischen Politik.
1906 gründete Jóannes Patursson die Selbständigkeitspartei Sjálvstýrisflokkurin.
1939 war er erneut Parteimitbegründer, diesmal der Volkspartei Fólkaflokkurin, deren erster Vorsitzender er wurde.

## Familie

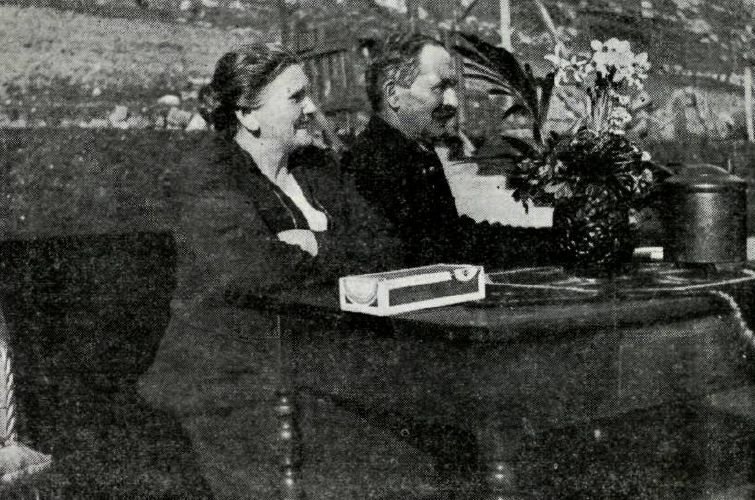
Guðný und Jóannes Patursson im Garten in Kirkjubøur

Jóannes Patursson war mit Guðný Eiríksdóttir (1872–1950) aus Karlsskáli in Reyðarfjörður im Osten Islands verheiratet. Sie bekamen zahlreiche gemeinsame Kinder, darunter der älteste Sohn und Hoferbe Páll Patursson (1894–1967) sowie der 1913 geborene Wirtschaftswissenschaftler, Politiker und Schriftsteller Erlendur Patursson. Ein Enkel von Páll Patursson ist der Künstler Tróndur Patursson.
Von Jóannes' Geschwistern sind seine ältere Schwester, die 1864 geborene Schriftstellerin Helena Patursson, und sein jüngerer Bruder, der 1871 geborene Schriftsteller Sverre Patursson, besonders hervorgetreten.